# دارکوب پس‌سرسفید
دارکوب پس‌سرسفید (نام علمی: Chrysocolaptes festivus) نام یک گونه از سرده پشت‌آتشی‌های خاوری‌تر است.